# Christoph Harting
Pour les articles homonymes, voir Harting.
Christoph Harting (né le 10 avril 1990 à Cottbus) est un athlète allemand, spécialiste du lancer du disque. Il est champion olympique dans cette discipline après avoir succédé à son frère aîné Robert Harting, également discobole.

## Biographie
Il se classe troisième de la coupe d'Europe hivernale des lancers 2014 avec la marque de 62,56 m.
En mai 2015, il porte son record personnel à 67,53 m à Wiesbaden. Le 9 juillet 2016, Harting échoue au pied du podium des Championnats d'Europe d'Amsterdam avec un jet à 65,13 m, à seulement 13 centimètres du podium. 
Lors des Jeux olympiques de Rio en 2016, il remporte la médaille d'or du lancer du disque avec un jet à 68,37 m.

## Palmarès
| Date | Compétition                          | Lieu             | Résultat | Marque  |
| ---- | ------------------------------------ | ---------------- | -------- | ------- |
| 2011 | Championnats d'Europe espoirs        | Ostrava          | 5e       | 58,65 m |
| 2014 | Coupe d'Europe hivernale des lancers | Leiria           | 3e       | 62,56 m |
| 2015 | Championnats du monde                | Pékin            | 8e       | 63,94 m |
| 2016 | Championnats d'Europe                | Amsterdam        | 4e       | 65,13 m |
| 2016 | Jeux olympiques                      | Rio de Janeiro   | 1er      | 68,37 m |
| 2017 | Ligue de diamant                     | Ligue de diamant | 5e       | 64,55 m |
| 2018 | Ligue de diamant                     | Ligue de diamant | 6e       | 65,13 m |
| 2019 | Ligue de diamant                     | Ligue de diamant | 8e       | 64,03 m |

## Records
| Épreuve          | Performance | Lieu           | Date         |
| ---------------- | ----------- | -------------- | ------------ |
| Lancer du disque | 68,37 m     | Rio de Janeiro | 13 août 2016 |